# Tattoo (album)
Pour les articles homonymes, voir Tattoo.
Albums de Rory Gallagher
Blueprint
(1973) Irish Tour '74
(1974)
Tattoo, paru fin 1973, est le cinquième album de Rory Gallagher (le quatrième en studio).

## L'album
Tous les titres de la version originale ont été composés par Rory Gallagher.
Buddha Records a réédité l'album en 2000 avec deux bonus tracks.

## Les musiciens
- Rory Gallagher : voix, guitare, harmonica
- Gerry McAvoy : basse
- Rod De'Ath : batterie
- Lou Martin : claviers

## Les titres
| No | Titre                                 | Durée |
| -- | ------------------------------------- | ----- |
| 1. | Tattoo'd Lady                         | 4:41  |
| 2. | Cradle Rock                           | 6:17  |
| 3. | 20:20 Vision                          | 4:04  |
| 4. | They Don't Make Them Like You Anymore | 4:07  |
| 5. | Livin' Like a Trucker                 | 4:24  |
| 6. | Sleep On a Clothes Line               | 5:15  |
| 7. | Who's That Coming                     | 7:15  |
| 8. | A Million Miles Away                  | 6:57  |
| 9. | Admit It                              | 4:23  |

| 10. | Tucson, Arizona   | 3:51 |
| 11. | Just A Little Bit | 7:43 |

## Informations sur le contenu de l'album
- Tucson, Arizona est un titre de Link Wray tiré de son album Be What You Want To (1972).
- Just a Little Bit est une reprise de Rosco Gordon (1959).